# بيريفوار
بيريفوار، هي بلدية في مقاطعة آيزين في Hauts-de-Franceاووت دي فرانس التي تقع في شمال فرنسا .